# Chrysococcyx minutillus
Il cuculo bronzeo minore o cuculo bronzato minore (Chrysococcyx minutillus Gould, 1859) è un uccello della famiglia Cuculidae.

## Distribuzione e habitat
Questo uccello vive nel Sudest Asiatico (Cambogia, Vietnam, Malaysia, Singapore e Indonesia), in Australia e Papua Nuova Guinea.

## Tassonomia
Chrysococcyx minutillus ha undici sottospecie:
- C. m. peninsularis
- C. m. albifrons
- C. m. aheneus
- C. m. jungei
- C. m. rufomerus
- C. m. crassirostris sottospecie talvolta considerata specie separata
- C. m. salvadori
- C. m. misoriensis
- C. m. poecilurus
- C. m. minutillus
- C. m. barnardi